# Интерконтинентални куп 1967. (фудбал)
Интерконтинентални куп 1967. је био тромеч одржан у октобру и новембру 1967. између победника Европског купа шампиона 1966–67, Фудбалског клуба Селтик из Шкотске и Расинг клуба из Аргентине, победника Копа либертадорес 1967.
Прва утакмица је одиграна на Хампден Парку у Глазгову, а Селтик је победио 1-0 голом Билија Мекнила. Игра је била побољшана Расинговим непрестаним нападом и жестоком одбраном.  Реванш меч на Ел Цилиндру у Авељанеди такође је био жесток, а Рони Симпсон из Селтика је погођен предметом баченим из публике непосредно пре почетка меча. Био је јако омамљен и морао је да га замени Џон Фалон. Селтик је поново повео, али је Расинг узвратио и победио 2-1 головима Норберта Рафа и Хуана Карлоса Карденаса.
Серија утакмица отишла је у меч плеј-офа који се одиграо на неутралном терену у Монтевидеу у Уругвају. Игра је била хаос, погоршана Расинговим сталним циничним фаулирањем, Селтиковим губитком присебности и дисциплине, и некомпетентношћу парагвајског судије који је очигледно био ван граница својих могућности. Полиција је морала неколико пута да интервенише на терену пошто је шест играча искључено, четири из Селтика и два из Расинга. Берти Аулд из Селтика је међутим одбио да напусти терен након што је „искључен” и ипак је играо целу утакмицу. Расинг је постигао једини гол на утакмици у другом полувремену преко Карденаса, победивши у утакмици 1–0 и серију Интерконтиненталног купа, поставши први аргентински носилац трофеја. Овај трећи меч, одржан у Монтевидеу, и од тада је познат као „Битка код Монтевидеа“.

## Правила Интерконтиненталног купа
Правила турнира су се разликовала од осталих куп такмичења. Утакмица би се одиграла у матичној земљи сваког клуба који учествује. За победу су додељена два бода, за реми један бод, а за пораз ниједан. За разлику од других двомеча, збирни резултати нису узети у обзир, другим речима, тим је могао да победи у свом првом мечу са 5–0, а затим да изгуби следећи 4–3, али би клубови били изједначени са једнаким бројем бодова. У случају да тимови заврше са истим бројем бодова, плеј-оф би се тада одиграо у неутралној земљи на истом континенту где се одиграо други меч.

## Квалификоване екипе
| Конфедерација | Тим              | Квалификација                           | Учешћа |
| ------------- | ---------------- | --------------------------------------- | ------ |
| Конмебол      | Расинг Авељанеда | Копа либертадорес 1967. шампион         | 1ª     |
| УЕФА          | Селтик           | Куп европских шампиона 1966/67. шампион | 1ª     |

## Утакмице

### Детаљи прве утакмице
| Селтик     | 1–0      | Расинг Авељанеда |
| ---------- | -------- | ---------------- |
| Мекнил 69’ | Извештај |                  |

| Селтик | Расинг |

| GK        | 1  | Рони Симпсон    |
| RB        | 2  | Џим Крејг       |
| LB        | 3  | Томи Гемел      |
| CM        | 4  | Боби Мердок     |
| CB        | 5  | Били Мекнил (c) |
| CB        | 6  | Џон Кларк       |
| RF        | 7  | Џими Џонстон    |
| CF        | 8  | Боби Ленокс     |
| CF        | 9  | Вили Валас      |
| CM        | 10 | Берти Олд       |
| LF        | 11 | Џон Хјуз        |
| Менаџер:  |    |                 |
| Џок Стајн |    |                 |

| GK               | 1  | Агустин Цехас        |
| RB               | 2  | Роберто Перфумо      |
| LB               | 3  | Рубен Освалдо Дијаз  |
| CB               | 4  | Оскар Мартин (c)     |
| MF               | 5  | Мигел Мори           |
| CB               | 6  | Алфио Басиле         |
| RF               | 7  | Норберто Рафо        |
| MF               | 8  | Хуан Карлос Руљи     |
| CF               | 9  | Хуан Карлос Карденас |
| CF               | 10 | Хуан Хозе Родригез   |
| LF               | 11 | Умберто Маскио       |
| Менаџер:         |    |                      |
| Хуан Хосе Пицути |    |                      |

| Линијске судије: Санчез Ибањез (Шпанија) Гомез Платас (Шпанија) |

### Детаљи друге утакмице
| Расинг Авељанеда        | 2–1      | Селтик           |
| ----------------------- | -------- | ---------------- |
| Рафо 34’ · Карденас 48’ | Извештај | Гемел 23’ (пен.) |

| Расинг | Селтик |

| GK               | 1  | Агустин Цехас        |
| RB               | 2  | Роберто Перфумо      |
| LB               | 3  | Нелсон Чабај         |
| CB               | 4  | Оскар Мартин (c)     |
| MF               | 5  | Хуан Карлос Руљи     |
| CB               | 6  | Алфио Басиле         |
| RF               | 7  | Норберто Рафо        |
| MF               | 8  | Жоао Кардосо         |
| CF               | 9  | Хуан Карлос Карденас |
| CF               | 10 | Хуан Хозе Родригез   |
| LF               | 11 | Умберто Маскио       |
| Менаџер:         |    |                      |
| Хуан Хосе Пицути |    |                      |

| GK        | 12 | Џим Фелон       |
| RB        | 2  | Џим Крејг       |
| LB        | 3  | Томи Гемел      |
| CM        | 4  | Боби Мердок     |
| CB        | 5  | Били Мекнил (c) |
| CB        | 6  | Џон Кларк       |
| RF        | 7  | Џими Џонстон    |
| CF        | 8  | Вили Валас      |
| CF        | 9  | Стиви Чалмерс   |
| CM        | 10 | Вили О'Нил      |
| LF        | 11 | Боби Ленокс     |
| Менаџер:  |    |                 |
| Џок Стајн |    |                 |

### Детаљи плејофа
| Расинг Авељанеда | 1–0      | Селтик |
| ---------------- | -------- | ------ |
| Карденас 55’     | Извештај |        |

| Расинг | Селтик |

| GK               | 1  | Агустин Цехас        |     |
| RB               | 2  | Роберто Перфумо      |     |
| LB               | 3  | Нелсон Чабај         |     |
| CB               | 4  | Оскар Мартин (c)     |     |
| MF               | 5  | Хуан Карлос Руљи     | 78’ |
| CB               | 6  | Алфио Басиле         | 42’ |
| RF               | 7  | Норберто Рафо        |     |
| MF               | 8  | Жоао Кардосо         |     |
| CF               | 9  | Хуан Карлос Карденас |     |
| CF               | 10 | Хуан Хозе Родригез   |     |
| LF               | 11 | Умберто Маскио       |     |
| Менаџер:         |    |                      |     |
| Хуан Хосе Пицути |    |                      |     |

| GK        | 1  | Џим Фелон       |     |
| RB        | 2  | Џим Крејг       |     |
| LB        | 3  | Томи Гемел      |     |
| CM        | 4  | Боби Мердок     |     |
| CB        | 5  | Били Мекнил (c) |     |
| CB        | 6  | Џон Кларк       |     |
| RF        | 7  | Џими Џонстон    | 48’ |
| CF        | 8  | Боби Ленокс     | 42’ |
| CF        | 9  | Вили Валас      |     |
| CM        | 10 | Берти Олд       | 88’ |
| LF        | 11 | Џон Хјуз        | 74’ |
| Менаџер:  |    |                 |     |
| Џок Стајн |    |                 |     |